# Aleksander Niezabitowski
Aleksander Józef Niezabitowski (ur. 17 września 1908 w Krakowie jako Aleksander Józef Mysiak, zm. 12 maja 1991 w Katowicach) – polski piłkarz, pomocnik. Długoletni piłkarz Cracovii. Nazwisko zmienił w 1935.

## Życiorys
Był wychowankiem Podgórza Kraków. Zawodnikiem Cracovii został w 1927. Dwukrotnie zdobywał tytuł mistrza Polski (1930, 1932), w mistrzowskich zespołach miał niepodważalną pozycję. Karierę zakończył w 1935.
W reprezentacji Polski debiutował 28 września 1930 w meczu ze Szwecją, ostatni raz zagrał w 1934. Łącznie w biało-czerwonych barwach rozegrał 13 oficjalnych spotkań.